# Constantin Grameni
Constantin Grameni, né le 23 octobre 2002 à Constanța en Roumanie, est un footballeur roumain qui évolue au poste de milieu central au FC Rapid Bucarest.

## Biographie

### En club
Né à Constanța en Roumanie, Constantin Grameni est formé par l'Académie Gheorghe Hagi, pour ensuite commencer sa carrière dans le club partenaire du  Viitorul Constanța. Il joue son premier match en professionnel le 4 avril 2021, lors d'une rencontre de championnat face au FC Botoșani. Il entre en jeu à la place de Juvhel Tsoumou, et son équipe s'incline sur le score de un but à zéro.
Grameni inscrit son premier but en professionnel le 17 février 2022, lors d'une rencontre de championnat face au FC Academica Clinceni. Il est titularisé et marque le troisième but de son équipe, qui l'emporte finalement par huit buts à deux,.
Devenu un joueur important de l'équipe première, Grameni prolonge son contrat avec son club le 2 novembre 2022. Il est alors lié au Farul Constanța jusqu'en juin 2027.
Le 8 septembre 2024, Constantin Grameni rejoint le FC Rapid Bucarest. Il signe un contrat de trois ans, soit jusqu'en juin 2027,.

### En sélection
Constantin Grameni représente l'équipe de Roumanie des moins de 17 ans, jouant au total onze matchs entre 2018 et 2019.
Avec les moins de 18 ans, il joue un total de huit matchs entre 2019 et 2020.
Avec les moins de 20 ans il joue cinq matchs en 2021 et officie à trois reprises comme capitaine.
Constantin Grameni joue son premier match avec l'équipe de Roumanie espoirs le 25 mars 2022, lors d'une rencontre face à la Finlande. Il entre en jeu, et son équipe s'impose par deux buts à un. Grameni inscrit son premier but avec les espoirs le 12 septembre 2023, contre l'Albanie. Titulaire, il ouvre le score mais ne peut empêcher la défaite de son équipe (3-2 score final).